# Kabinett McEwen

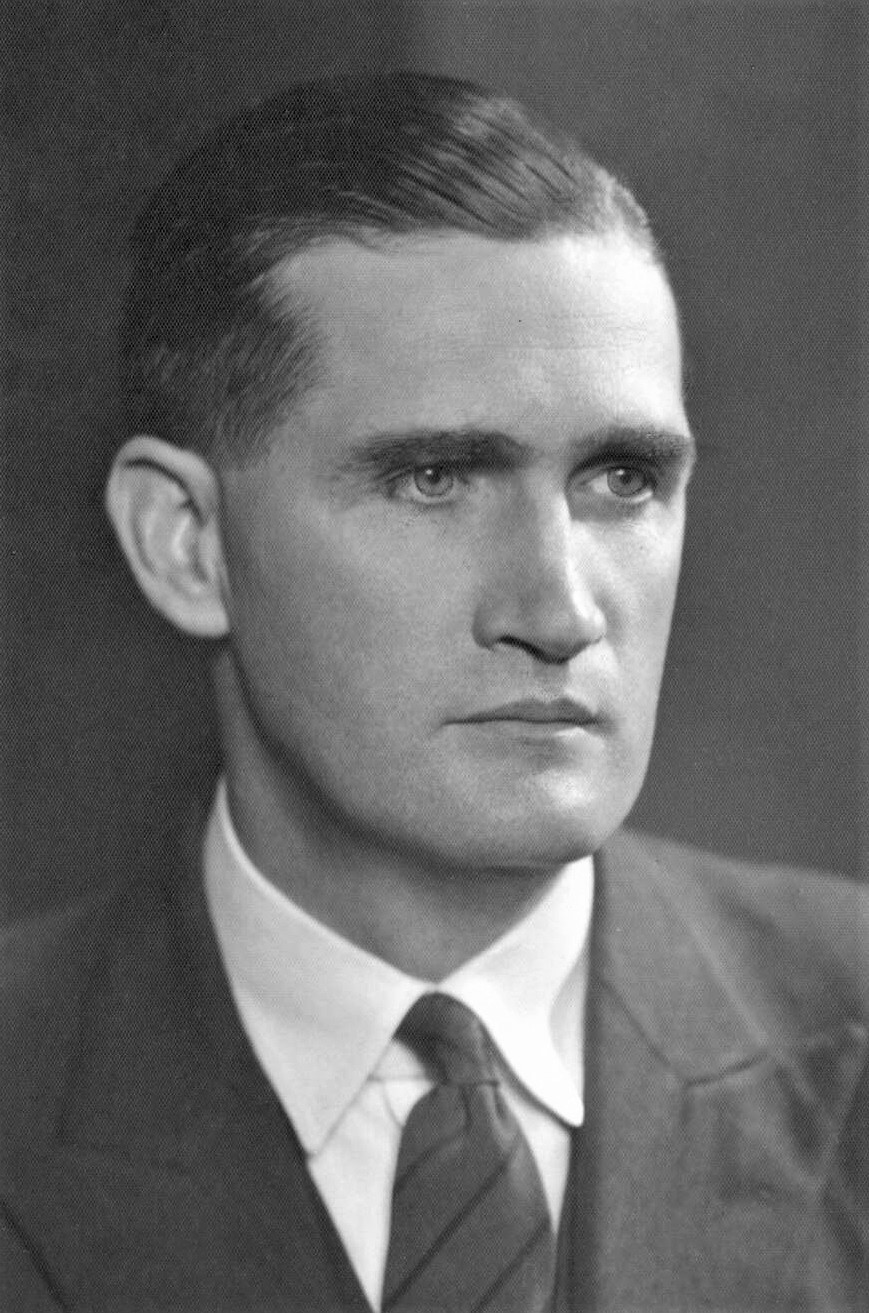
Premierminister John McEwen

Das Kabinett McEwen war eine australische Koalitionsregierung von Country Party und Liberal Party. Es wurde am 19. Dezember 1967 von Premierminister John McEwen von der Country Party gebildet. Es löste das zweite Kabinett Holt ab und blieb bis zur Ablösung durch das erste Kabinett Gorton am 10. Januar 1968 im Amt.

## Minister
Der Regierung gehörten folgende Minister an:
| Amt                                       | Amtsinhaber                 | Partei        | Beginn der Amtszeit | Ende der Amtszeit |
| ----------------------------------------- | --------------------------- | ------------- | ------------------- | ----------------- |
| Premierminister                           | John McEwen                 | Country Party | 19. Dezember 1967   | 10. Januar 1968   |
| Minister für Handel und Industrie         | John McEwen                 | Country Party | 19. Dezember 1967   | 10. Januar 1968   |
| Finanzminister                            | William McMahon             | Liberal Party | 19. Dezember 1967   | 10. Januar 1968   |
| Außenminister                             | Paul Hasluck                | Liberal Party | 19. Dezember 1967   | 10. Januar 1968   |
| Verteidigungsminister                     | Allen Fairhall              | Liberal Party | 19. Dezember 1967   | 10. Januar 1968   |
| Minister für Primärindustrie              | John Douglas „Doug“ Anthony | Country Party | 19. Dezember 1967   | 10. Januar 1968   |
| Minister für Bildung und Wissenschaft     | John Gorton                 | Liberal Party | 19. Dezember 1967   | 10. Januar 1968   |
| Postminister                              | Alan Hulme                  | Liberal Party | 19. Dezember 1967   | 10. Januar 1968   |
| Vizepräsident des Exekutivrates           | Alan Hulme                  | Liberal Party | 19. Dezember 1967   | 10. Januar 1968   |
| Minister für nationale Entwicklung        | David Fairbairn             | Liberal Party | 19. Dezember 1967   | 10. Januar 1968   |
| Minister für Versorgung                   | Denham Henty                | Liberal Party | 19. Dezember 1967   | 10. Januar 1968   |
| Minister für Arbeit und Nationalen Dienst | Les Bury                    | Liberal Party | 19. Dezember 1967   | 10. Januar 1968   |
| Minister für Soziale Dienste              | Ian Sinclair                | Country Party | 19. Dezember 1967   | 10. Januar 1968   |
| Minister für Schifffahrt und Transport    | Gordon Freeth               | Liberal Party | 19. Dezember 1967   | 10. Januar 1968   |
| Minister für Territorien Australiens      | Charles Barnes              | Country Party | 19. Dezember 1967   | 10. Januar 1968   |
| Minister für Zivilluftfahrt               | Reginald Swartz             | Liberal Party | 19. Dezember 1967   | 10. Januar 1968   |
| Minister für Einwanderung                 | Billy Snedden               | Liberal Party | 19. Dezember 1967   | 10. Januar 1968   |
| Gesundheitsminister                       | Jim Forbes                  | Liberal Party | 19. Dezember 1967   | 10. Januar 1968   |
| Luftfahrtminister                         | Peter Howson                | Liberal Party | 19. Dezember 1967   | 10. Januar 1968   |
| Minister für Zölle und Verbrauchssteuern  | Ken Anderson                | Liberal Party | 19. Dezember 1967   | 10. Januar 1968   |
| Minister für Repatriierung                | Colin McKellar              | Liberal Party | 19. Dezember 1967   | 10. Januar 1968   |
| Minister für Wohnungsbau                  | Annabelle Rankin            | Liberal Party | 19. Dezember 1967   | 10. Januar 1968   |
| Heeresminister                            | Malcolm Fraser              | Liberal Party | 19. Dezember 1967   | 10. Januar 1968   |
| Generalstaatsanwalt                       | Nigel Bowen                 | Liberal Party | 19. Dezember 1967   | 10. Januar 1968   |
| Marineminister                            | Don Chipp                   | Liberal Party | 19. Dezember 1967   | 10. Januar 1968   |
| Minister für öffentliche Arbeiten         | Bert Kelly                  | Liberal Party | 19. Dezember 1967   | 10. Januar 1968   |
| Innenminister                             | Peter Nixon                 | Country Party | 19. Dezember 1967   | 10. Januar 1968   |

Die in Fettdruck genannten Minister waren Mitglieder des Kabinetts, während die anderen Minister dem Kabinett nicht offiziell angehörten.